# Поза Воїна III
Поза Воїна III  (Вірабадрасана III) (санскр. वीरभद्रासन): віра (वीर), бадра (भद्र)- добрий, мирний, асана (आसन)- поза) — є класичною вправою йоги і однією з 84 основних вправ хатха-йоги.

## Виконання

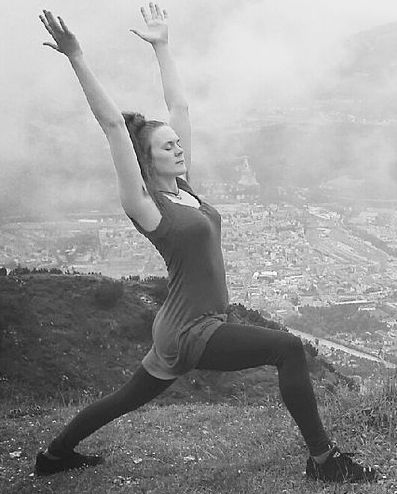
Воїн I
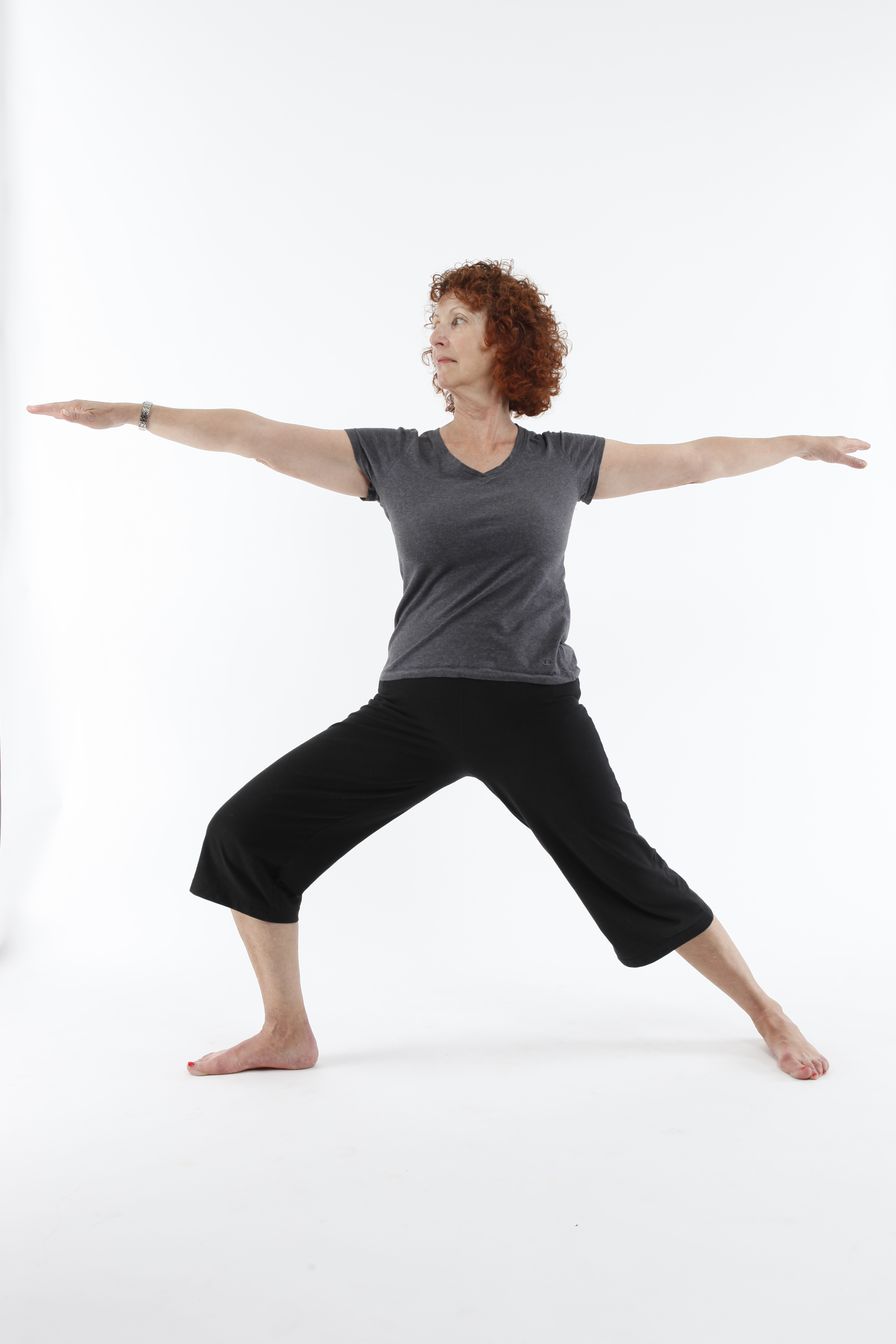
Воїн II
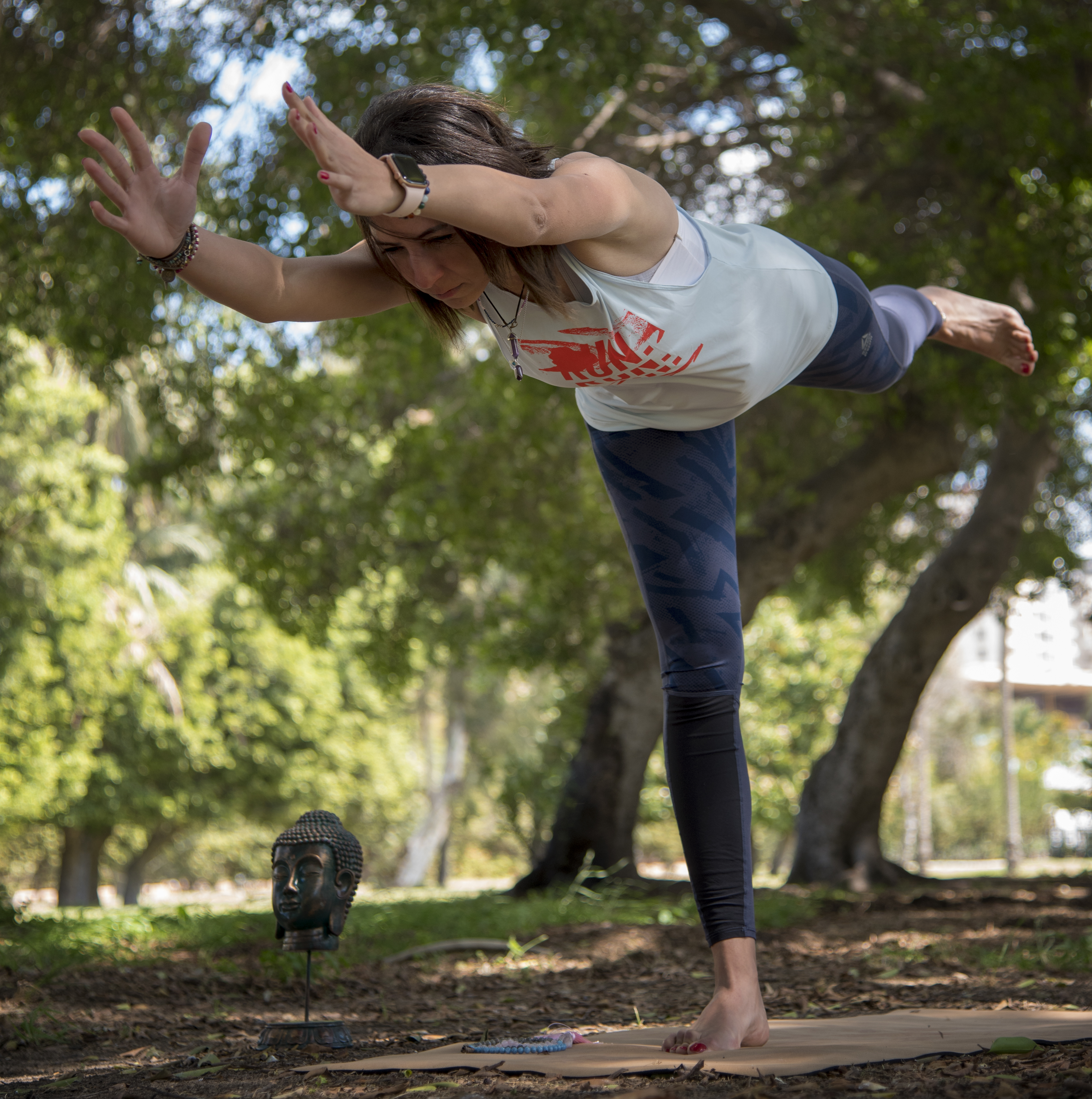
Воїн III

### Вихідне положення
1. Починаємо з пози Тадасана й займаємо позу Вірабадрасана I вправо. Видихаємо і витягаємо тулуб та руки вперед, підводячи грудну клітку в напрямку до правого стегна. Зробіть вдих. На видиху перенесіть вагу на праву ногу. Руки залишаються витягнутими й поруч із вухами.
2. Вдихніть і займіть стійке положення, тобто зберігайте рівновагу. Видихніть і випряміть праву опорну ногу. Ваші руки, голова, тулуб і ліва нога повинні становити одну пряму лінію, паралельну підлозі.

Важливі дії
• Ноги прямі й сильні
• Тримати рівень тазу
• Грудна клітка опускається вниз, коли руки піднімаються й витягаються

### Утримання пози
1. При кожному вдиху фокусуйтеся на опорні точки (див. малюнок).
2. При кожному видиху використовуйте список ВАЖЛИВИХ ДІЙ. Пам’ятайте про те, щоб витягатися за допомогою задньої частини піднятої ноги, п’яти, хребта, рук і п’ястей рук.

### Завершення пози
1. На вдиху зігніть праву ногу і опустіть пряму ліву ногу, поки ваша стопа не торкнеться підлоги. Поверніть стопу назад у її колишню позицію. Вдихніть і рівномірно розподіліть вагу на обидві ноги. Видихніть і поверніть тулуб, плечі й руки знову в позу Вірабадрасана I.
2. Зробіть кілька вдихів у цій позиції. Потім видихніть і випряміть праву ногу. Вдихніть, повертаючи стопи вперед, стрибком поверніться в позу Тадасана. В цій асані подумайте про своє самопочуття. Повторіть в іншу сторону. 

### Модифікації
• Розташуєте п’ясті на стіні й виконайте «Штовхання об стіну». Відштовхуйтеся від стіни поки ваші тулуб і руки не утворять пряму лінію. Підніміть задню ногу і працюйте над вирівнюванням тазу й витягуванням хребта.
• Коли підколінні сухожилля ригідні, обіпріться об стіну трохи вище. Утримуйте тулуб, руки і ногу на прямій лінії, але з більш відкритим кутом.

Загальні попередження
• Якщо ваші коліна занадто виступають, тоді тримайте коліно опорної ноги злегка
зігнутим при скороченому чотириглавому м’язі. Не відштовхуйте опорне коліно
назад. 
• Коли ви входите в позу або виходите з неї, тримайте коліно передньої ноги над
центром стопи. Не дозволяйте йому повертатися, коли ви рухаєтеся. 